# Alfred-Philibert Aldrophe
Alfred-Philibert Aldrophe est un architecte français né à Paris le 7 février 1834 et mort dans la même ville le 29 octobre 1895.

## Biographie
D'abord architecte de la Ville de Paris, il travaille sur les expositions universelles de 1855 et de 1867. Architecte du Consistoire de Paris, il donne les plans de la synagogue de la rue de la Victoire (IXe), commencée en 1867 et inaugurée en 1874, ouverte au culte public en 1875, dans un style roman fleuri, enjolivé de fioritures byzantines. Il construit également la synagogue de Versailles en 1886 et celle d'Enghien-les-Bains en 1889, tous deux de style néo-roman.
Il devient l'architecte attitré de Gustave de Rothschild, et construit pour lui, de 1873 à 1883, l'hôtel de Marigny au 23, avenue de Marigny (aujourd'hui propriété de l'État, annexe du Palais de l'Élysée). Après une première tranche de travaux, à partir de 1873, une aile en retour percée d'une porte cochère donnant accès à la cour d'honneur fut élevée sur l'avenue de Marigny, puis un autre bâtiment fut construit le long de la rue du Cirque. Le long de ce bâtiment, situé en fond de cour, furent remontées des colonnes corinthiennes et un fronton sculpté provenant de l'ancien hôtel Choiseul. L'hôtel de Marigny se compose d'un corps de logis principal et d'une aile en retour à deux niveaux au-dessus d'un soubassement abritant les services. La porte d'accès au vestibule intègre les deux soubassements du rez-de-chaussée surélevé, tandis qu'en partie haute, quatre colonnes corinthiennes encadrent une baie et deux niches et supportent un encadrement et un fronton sculpté.
Aldrophe construit également pour Gustave de Rothschild, à partir de 1880, le château des Hayes, dit de La Versine, à Saint-Maximin, près de Chantilly (Oise).
Il édifie l'École Gustave de Rothschild, rue Claude-Bernard à Paris (Ve).
En 1873, recommandé par les Rothschild, il édifie l'hôtel Thiers, place Saint-Georges à Paris (IXe), aujourd'hui Fondation Dosne-Thiers de l'Institut de France. Les façades à fronton sommées d'une balustrade s'inspirent du style Louis XVI en vogue vers 1870.
En 1886, il édifie le mausolée d'Adolphe Thiers dans le cimetière du Père-Lachaise
En 1894, il propose une suite de projets pour un élégant hôtel particulier, orné de colonnes ioniques d'ordre colossal, pour Alphonse Falco, son gendre, marié à sa fille unique Jane Aldrophe, sur un terrain situé au 39, avenue Henri-Martin à Paris (XVIe). Il construira finalement leur hôtel particulier au 6 avenue d'Eylau dans le 16e arrondissement.
On lui doit aussi un très bel hôtel particulier, à Paris, 56, rue de Londres, près de la place de l'Europe datant de 1862.[réf. nécessaire]
Il est inhumé au cimetière de Montmartre avec ses parents (Jacob Aldrophe et Pauline Bernard) et son épouse Amélie Worms.

## Distinctions
- Officier de la Légion d'honneur (décret du 30 juin 1867).